# Äldste (kristendom)
Äldste är en kyrklig titel som innehas av personer i församlingens andliga ledning. Grundtextens hebreiska ord för äldste är zaken, som egentligen betecknar en vuxen man med skägg. Motsvarande grekiska ord är presbýteros, ordagrant: äldre (komparativ av présbys, gammal).
Begreppet används både i gammaltestamentlig och judisk tradition men också i nytestamentlig och kristen. Den grekiska grundtexten har två betydelser, presbýteros, som avser personlighet och karaktär, och episkopos, som betecknar församlingsföreståndarens ämbete. Andra formulerar det så att presbýteros beskriver ledarfunktionen och Episkopos tillsynsfunktionen. Många menar att det i nytestamentlig tid inte verkar finnas någon klar distinktion mellan biskop och äldste, andra menar att dessa var synonymer för samma tjänst.
De äldstes uppgifter uttrycks i Bibeln med olika ord: föreståndare, Apg 20:28; församlingsföreståndare, 1 Tim 3:2, herdar för Guds församling, Apg 20:28; 1 Pet 5:2; Guds förvaltare, Tit 1:7.

## Äldste i dagens samfund
I episkopal tradition låter man presbýteros betyda präst och episkopos betyda biskop. De första beläggen för en utvecklad kyrklig hierarki finns i Ignatius av Antiokias brev författade åren 107-108. Där talas om biskopen som de kristnas ledare i en stad, överordnad presbyterna och diakonerna. Vartefter kyrkan växer och sprids kring Medelhavet konsolideras kyrkans organisation och ledarskap. Det kom att innebära att flera funktioner delegeras från biskopen till presbyterna och på 300-talet börjar man på vissa håll i samband med detta använda ordet präst i stället för presbyter.
Presbyterianska kyrkor omfattar inte episkopalismen och läran om biskopar. Genom att man ser presbyter (äldste) och episkopos (biskop) som i praktiken synonymer för församlingsledare så låter man församlingen ledas av ett antal äldste. I praktiken innebär det att man inte vill att kyrkan skall styras av en påve, ärkebiskop eller av biskopar (episkopos) utan av valda lokala ledare, äldste, vilket man anser är mer i överensstämmelse med den första kristna församlingens tanke att alla kristna är präster och att alla tar del i de beslut som fattas.
Baptismen menar vanligtvis att de bara finns två bibliska ämbeten: pastor/lärare och diakon (församlingstjänare). Man menar att äldste och pastor är samma, inte två skilda ämbeten. Baptister menar att tillsynsfunktionen, episkopos, sköts av en pastor/församlingsföreståndare. På samma sätt är det i många evangelikala samfund. Det finns dock baptistförsamlingar utan diakoner och baptistförsamlingar med äldste. I Sverige beskriver man ibland äldste som församlingsledare.
I senare tid har ordet tagits upp i olika samfund, med skilda uppgifter. Inom metodismen har det använts för att beteckna vad som i andra protestantiska kretsar kallas pastor. 